# 巴內帕

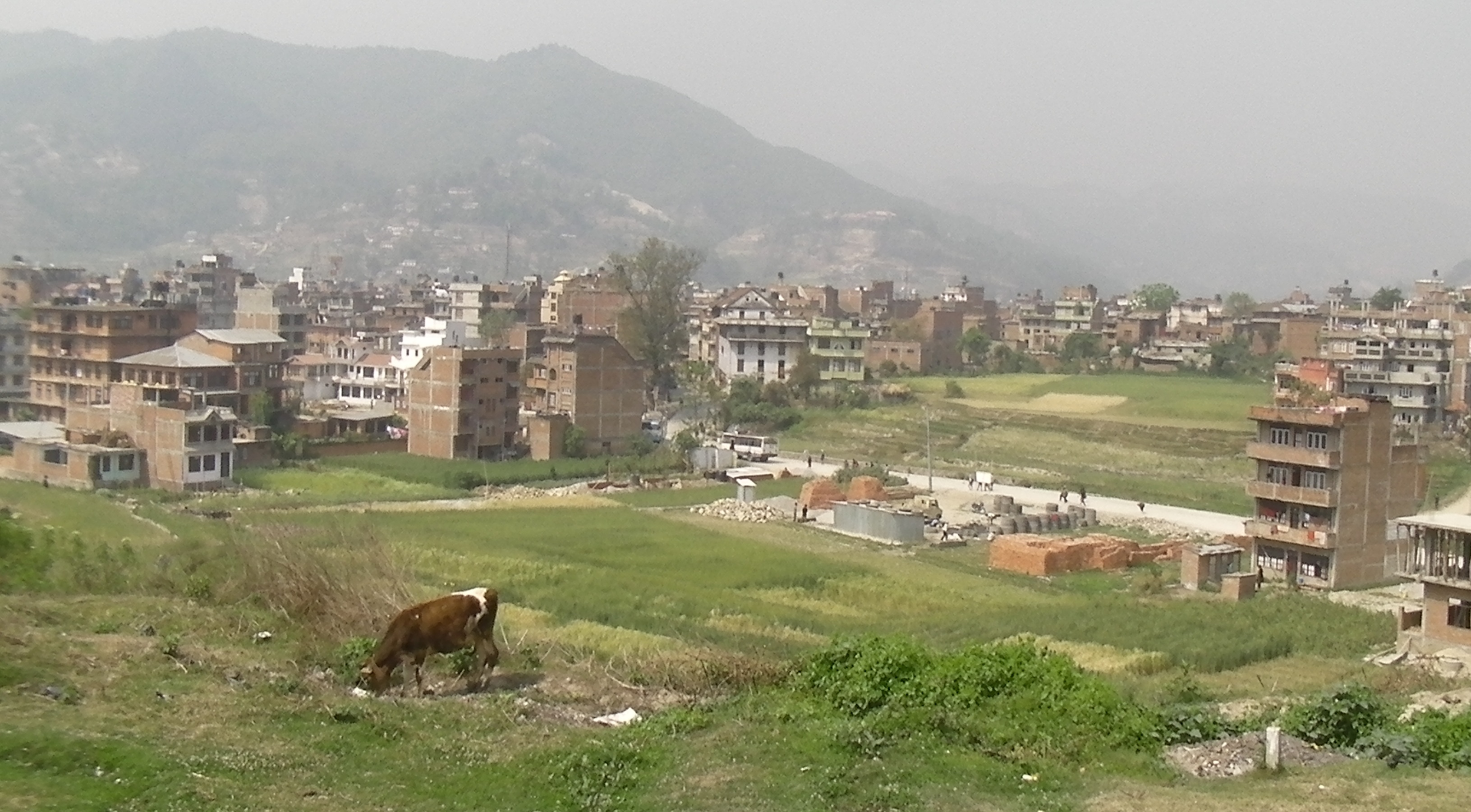
巴內帕

巴內帕是尼泊爾的城鎮，位於該國中部，由巴格馬蒂省負責管轄，處於首都加德滿都以東26公里，海拔高度1,474米，該鎮是首都以東的主要經濟中心，2011年人口24,764。